# NGC 364
NGC 364 је лентикуларна галаксија у сазвежђу Кит која се налази на NGC листи објеката дубоког неба.
Деклинација објекта је - 0° 48' 10" а ректасцензија 1h 4m 40,8s. Привидна величина (магнитуда) објекта NGC 364 износи 13,3 а фотографска магнитуда 14,3. NGC 364 је још познат и под ознакама UGC 666, MCG 0-3-69, CGCG 384-67, PGC 3833.